# Witstuitvalk
De witstuitvalk (Spiziapteryx circumcincta) is een roofvogel uit de familie van de caracara's en valken (Falconidae).

## Verspreiding en leefgebied
Deze soort komt voor van zuidoostelijk Bolivia en westelijk Paraguay tot centraal Argentinië.

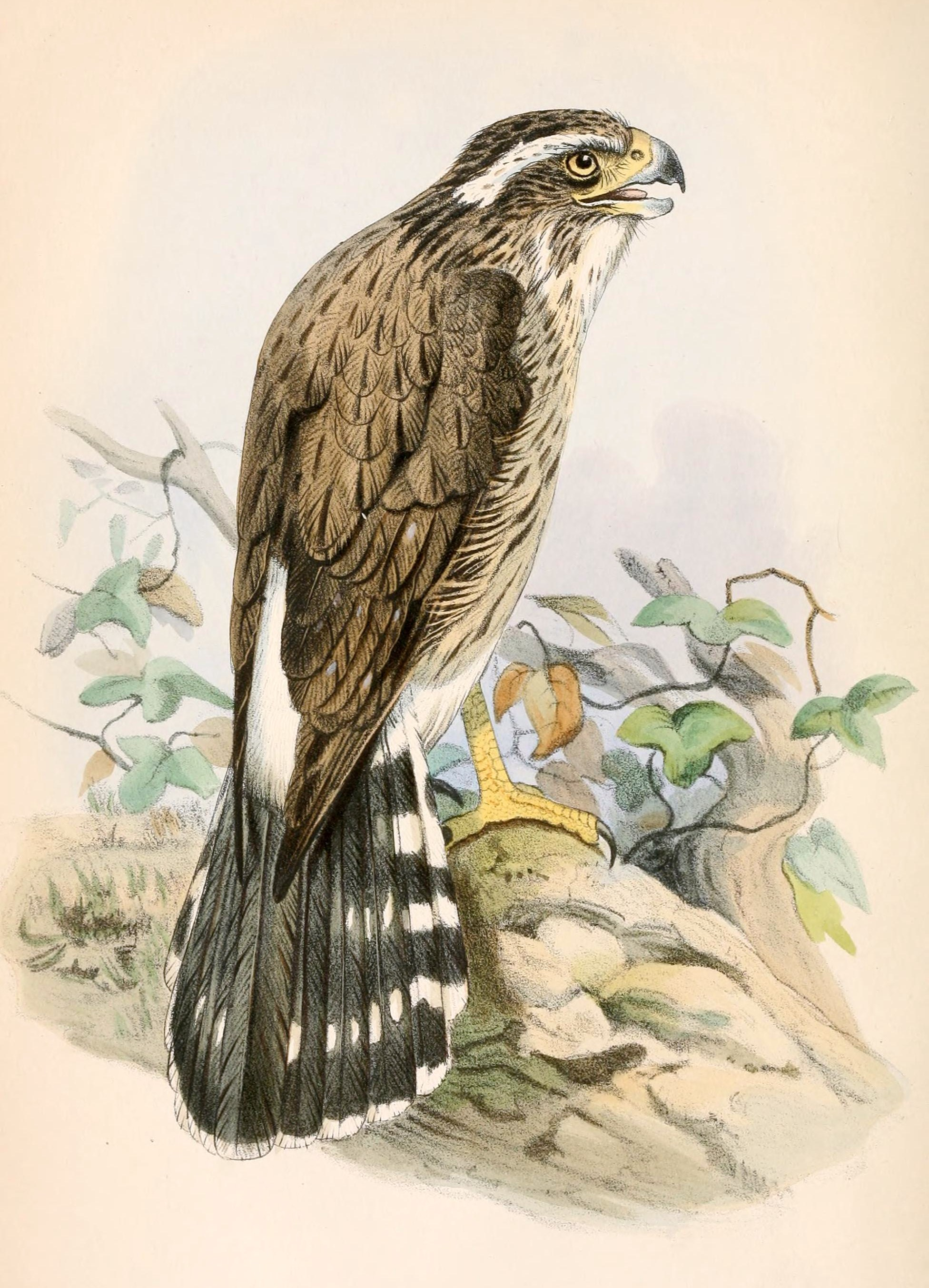